# Fenchurch Street Station
Fenchurch Street Station, også kaldet London Fenchurch Street, er en endestation i det centrale London i det sydøstlige hjørne af City of London, England. Stationen er en af de mindste terminaler i London, set på antallet af perronspor, og en af de mest intensivt opereret. Det er unikt blandt Londons jernbaneterminaler, at Fenchurch Street ikke har en direkte forbindelse til London Underground, men en sekundær indgang i Crosswall (også kaldet Tower-indgangen) er nær Tower Hill Underground-station og Tower Gateway DLR-station. Også Aldgate Station ligger i nærheden. Den er en af 18 britiske jernbanestationer, der bestyres af Network Rail.

## Design
Stationens facade er i grå mursten og har et afrundet saddeltag. I 1870'erne blev en flad markise over indgangen erstattet med det savtakkede udhæng, der er i dag. Ovenover har førstesalens facade 11 buede vinduer, og over disse er stationens ur, der er begyndt at gå igen i de seneste år. Stationen har fire perronspor, der betjenes fra to øperroner på en viadukt. Stationens kapacitet bliver fuldt udnyttet, især i myldretiderne, hvilket gør det umuligt for andre togoperatører at betjene Fenchurch Street. For at undgå overfyldning på stationen, benytter tog, der ankommer i morgenmyldretiden, skiftevis øperron, når det er muligt. Kontorblokke (inklusive den 15-etagers One America Square) er to stedet blevet bygget over stationens perroner med kun en kort del af overdækket perron imellem og en anden kort del er under åben himmel. Stationen har to udgange: en hovedindgang på Fenchurch Place og en anden med adgang til Tower Hill Station. Stationens forhal ligger på to niveauer, der er forbundet med trapper, rulletrapper og elevatorer. Der er et billetkontor og automatiske billetbomme ved hver indgang og detailbutikker på begge stationens niveauer.

## Historie
Stationen var den første, der blev anlagt i City. Den oprindelige station var designet af William Tite og blev åbnet den 20. juli 1841 af London and Blackwall Railway (L&BR), som erstatning for en nærliggende endestation på Minories, der var åbnet i juli 1840. Stationen blev ombygget i 1854, efter et design af George Berkley, med tilføjelse af et hvælvet tag og hovedfacaden. Stationen blev London, Tilbury and Southend Railway (LT&SR)'s endestation i London i 1858. Fra 1850 og til åbningen af Broad Street Station i 1865 var den også North London Railways endestation i City. Great Eastern Railway (GER) benyttede også stationen som alternativ til Liverpool Street Station, der blev mere og mere trang, i den sidste del af det 19. og den første halvdel af det 20. århundrede, for ruter på den tidligere Eastern Counties Railway. L&BR blev helt lukket i 1926 efter ophøret af passagertog øst for Stepney. Da de tidligere Eastern Counties-baner blev overført til Central line i 1948, blev LT&SR stationens eneste bruger.

### Forbindelse til The Underground
I 1970'erne var Fenchurch Street en vigtig del af den foreslåede Fleet Line. Denne ville have skabt en direkte forbindelse til London Underground-netværket. En forlængelse fra den eksisterende banes endestation på Charing Cross til Fenchurch Street via Aldwych og Ludgate Circus, ville formentlig fortsætte til en destination i Østlondon, sandsynligvis via en ny station ved St Katharine Docks. Politisk tovtrækkeri forsinkede forlængelsen, på trods af at være betragtet som et af byens transportprojekter med høj prioritet, og i 1999, da forlængelsen endelig var gennemført, som en del af Jubilee line, gik ruten ikke via Fenchurch Street, men i stedet syd for floden, før det vendte tilbage til nordsiden i North Greenwich. Fenchurch Street er i dag stadig isoleret fra London Underground-netværket, selvom den er i gåafstand fra Tower Hill Station. Stationen betjenes også af London buslinje 40.

## Betjeninger
Pr. 2006 betjenes Fenchurch Street af c2c, med tog til Østlondon og Sydessex, der stadser ved bl.a. stationer i West Ham, Barking, Upminster, Basildon, Benfleet, Chafford Hundred (for Lakeside Shopping Centre), Grays, Tilbury, Southend og Shoeburyness. Det typiske betjeningsmønster uden for myldretiden består af otte ankommende og otte afgående tog pr. time på Fenchurch Street:
| Tog pr. time | Destination      | Rute         | Stopmønster                                           |
| ------------ | ---------------- | ------------ | ----------------------------------------------------- |
| 2            | Shoeburyness     | via Basildon | standser ikke på Limehouse, West Horndon eller Pitsea |
| 2            | Shoeburyness     | via Basildon | alle stationer                                        |
| 2            | Southend Central | via Ockendon | alle stationer                                        |
| 2            | Grays            | via Rainham  | alle stationer                                        |

I myldretiderne er der op til ca. 20 tog pr. time, hvor nogle tog kører mellem Laindon og London, mens andre kører non-stop til og fra Benfleet.

## I medierne
- Fenchurch Street er en af fire stationer, der er med i den normale britiske udgave af spillet Monopoly.
- Karakteren Fenchurch i Douglas Adams's Farvel - og tak for fisk! var opkaldt efter Fenchurch Street Station, hvor hun blev undfanget i billetkøen.
- Navnet på tøjmærket Fenchurch stammer fra stationen.
- I Jerome K. Jeromes novelle Tre gamle Drenge begynder karaktererne deres rejse på Fenchurch Street Station.
- I filmen Hooligans fra 2005 er Fenchurch Street benyttet til at repræsentere Manchester Piccadilly.

## Galleri
- Sideindgang til Fenchurch Street med adgang til Tower Hill.
- Blik mod vest ned ad Fenchurch Street
- Perron
- Skiltning på perron